# Mille Lacs megye
Mille Lacs megye az Amerikai Egyesült Államokban, azon belül Minnesota államban található. Megyeszékhelye Milaca, legnagyobb városa Princeton. Lakosainak száma 26 459 fő (2020. április 1.). Mille Lacs megye Aitkin, Benton, Sherburne, Crow Wing, Morrison, Kanabec és Isanti megyékkel határos.

## Népesség
A megye népességének változása:
| Lakosok száma | 26 075 | 25 878 | 25 721 | 25 833 | 25 788 | 26 459 |
|               | 2010   | 2011   | 2012   | 2013   | 2015   | 2020   |